# Zarządzanie prawami do informacji
Zarządzanie prawami do informacji (ang. IRM — Information Rights Management, ERM — Enterprise Rights Management) — ogólna nazwa technologii informatycznych służących do ograniczania dostępu do dokumentów elektronicznych objętych różnymi formami utajnienia.
Szczególnym przypadkiem zarządzania prawami do informacji są systemy zarządzania prawami cyfrowymi, stosowane do ochrony przed nieuprawnionym kopiowaniem filmów, muzyki czy e-booków. Główna różnica polega na tym, że systemy DRM przeznaczone są dla ochrony plików multimedialnych w zastosowaniach masowych, a systemy IRM do ochrony dokumentów elektronicznych w środowiskach korporacyjnych i instytucjonalnych.
Do ograniczenia dystrybucji informacji stanowiących tajemnicę stosuje się najczęściej następujące techniki:
- Ochrona logiczna dokumentów elektronicznych za pomocą praw dostępu. Ochrona jest egzekwowana przez aplikację, wewnątrz której przetwarzane są dokumenty (np. Lotus Notes) lub przez system operacyjny (dokumenty w plikach). Skuteczność takiej ochrony jest ograniczona do granic aplikacji lub systemu - uprawnienia tracą moc po przeniesieniu dokumentu poza środowisko je egzekwujące.
- Ochrona kryptograficzna. Przetwarzanie dokumentów elektronicznych wyłącznie w postaci  zaszyfrowanej. Dokument jest rozszyfrowywany w momencie otwarcia przez osoby lub systemy uprawnione i posiadające odpowiedni klucz kryptograficzny. Proces ten jest zwykle transparentny z punktu widzenia użytkownika, a dystrybucja kluczy odbywa się w sposób automatyczny. Jeśli dojdzie do skopiowania dokumentu poza uprawniony system, to będzie to nadal forma zaszyfrowana, a więc nieczytelna bez odpowiedniego oprogramowania i klucza kryptograficznego.

Przykładami wyspecjalizowanych systemów IRM są Adobe LiveCycle Rights Management, Utimaco LAN Cryptczy Prot-On Information Rights Management.

## Ograniczenia
Głównym ograniczeniem systemów IRM jest możliwość skopiowania chronionej informacji w postaci nieobjętej mechanizmami ochronnymi, np. wykonanie zdjęcia ekranu monitora podczas jej wyświetlania, zapisanie zrzutu ekranu w formie graficznej lub eksport z formatu posiadającego zabezpieczenia (np. PDF) do formatu niechronionego (np. plik tekstowy lub CSV).